# Acide 5-hydroxyperoxyeicosatétraénoïque
L'acide 5-hydroxyperoxyeicosatétraénoïque (5-HPETE) est un intermédiaire de la biosynthèse du leucotriène A4 à partir de l'acide arachidonique. Il est produit par l'arachidonate 5-lipoxygénase.

Biosynthèse des eicosanoïdes.